# Lopo de Almeida
Lopo de Almeida (1416 - 1486) foi 1.º conde de Abrantes, agraciado com o título no dia 13 de Junho de 1476, em Miranda do Douro, pelo rei D. Afonso V pelos serviços prestados ao reino e ao monarca.

## Biografia
Fidalgo da corte portuguesa durante os reinados de D. Afonso V e D. João II, foi cavaleiro, diplomata, Vedor da Fazenda (pelo menos desde 1445), membro do Conselho Real (desde 1462), homem de negócios, benemérito. Para além de Alcaide-Mor e do título de Conde de Abrantes, foi Alcaide-Mor de Punhete e da Amêndoa, do Castelo de Torres Novas, Senhor do Sardoal e de Mação. Foi, ainda, Mordomo-mor, Contador-mor, Chanceler-mor, Escrivão da Puridade e Governador das terras da rainha Dona Joana, segunda esposa de D. Afonso V, conhecida como A Excelente Senhora.
Lopo de Almeida era neto de Fernão Álvares de Almeida, cavaleiro de Avis, vedor da Fazenda, Conselheiro Real, aio dos Infantes D. Pedro e D. Duarte, filhos de D. João I. Fernão Álvares de Almeida terá tido vários filhos, entre eles Diogo Fernandes de Almeida, pai de D. Lopo. Diogo Fernandes foi rico-homem, participando na conquista de Ceuta ao lado de D. João I e ali armado cavaleiro. D. Duarte, tornado rei, fá-lo Alcaide-mor de Abrantes e Senhor do Sardoal. Foi, ainda, Reposteiro-mor e membro do Conselho Real. Diogo Fernandes de Almeida terá casado várias vezes, sendo a identidade da mãe de D. Lopo alvo de controvérsia.
Durante a sua vida, D. Lopo de Almeida prestou variados serviços ao país e à coroa. Em 1451, acompanhou a Infanta D. Leonor, irmã mais velha de D. Afonso V, a Roma, onde esta desposou o Imperador do Sacro Império, Frederico III. De forma a manter o monarca português informado sobre a viagem, D. Lopo escreveu um conjunto de cartas que enviaria ao rei, com a periodicidade de uma por mês. Este belíssimo conjunto epistolário permaneceu inédito três séculos, sendo primeiramente publicado em 1739.

## Casamento e posteridade
D. Lopo casou em 1442 com D. Brites (Beatriz) da Silva, em 1442, dama da Rainha Dona Leonor de Aragão, mulher do rei D. Duarte, e donzela da casa do rei. Era filha de Pedro Gonçalves Malafaia (rico-homem, vedor da Fazenda do rei D. João I e embaixador a Castela) e de sua mulher Isabel Gomes da Silva, filha do 1.º senhor de Vagos. A condessa de Abrantes faleceu entre 20 de março de 1492, data em que recebeu um alvará da Excelente Senhora, e o ano de 1502. Deste casamento nasceu uma ilustre geração:
1. D. João de Almeida (1443-1512), 2.º conde de Abrantes.
2. D. Pedro da Silva, comendador de Avis.[8] [9]
3. D. Fernando de Almeida (Lisboa 1467?- 1500), Bispo de Ceuta, núncio Apostólico de Alexandre VI, foi um dos três deputados que em Tours anularam o casamento do rei Luís XII de França e de Joana de Valois para que o rei pudesse casar com a duquesa Ana da Bretanha. Teria talvez sucumbido ao veneno de César Bórgia, duque de Valentinois.
4. D. Diogo Fernandes de Almeida (m.1508), foi 6º prior do Crato, monteiro-mor de D. João II e alcaide-mor de Torres Novas.
5. D. Jorge de Almeida (1458-25 de julho de 1543, aos 85 anos), Bispo de Coimbra, 2.º conde de Arganil. Baptizou o Infante D. Henrique, futuro rei de Portugal, e teve muitos votos para ser papa, mas então era preciso ser cardeal. Foi o primeiro Inquisidor do Santo Ofício.
6. D. Francisco de Almeida, 1.º vice-rei da Índia portuguesa, entre 1505 e 1509.
7. D. Afonso de Almeida, morre em 1482, aos 17 anos.
8. D. Duarte de Almeida
9. D. Isabel da Silva, 1.ª Condessa de Penela.
10. D. Catarina da Silva, subprioresa no Mosteiro de Jesus de Aveiro.
11. D. Branca Gil de Almeida
12. D. Briolanja de Almeida (ca 1430 - ca 1480), filha natural, casada com Pedro Botelho, vedor da fazenda (interino, sendo substituído a 8.5.1475).